# Жерев (село)
Же́рев — село в Україні, у Народицькій селищній територіальній громаді Коростенського району Житомирської області. Населення становить 248 осіб (2001).

## Історія
У 1906 році — село Народицької волості Овруцького повіту Волинської губернії. Відстань від повітового міста 18 верст, від волості 10. Дворів 103, мешканців 600.
До 6 серпня 2015 року село входило до складу Закусилівської сільської ради Народицького району Житомирської області.

## Галерея

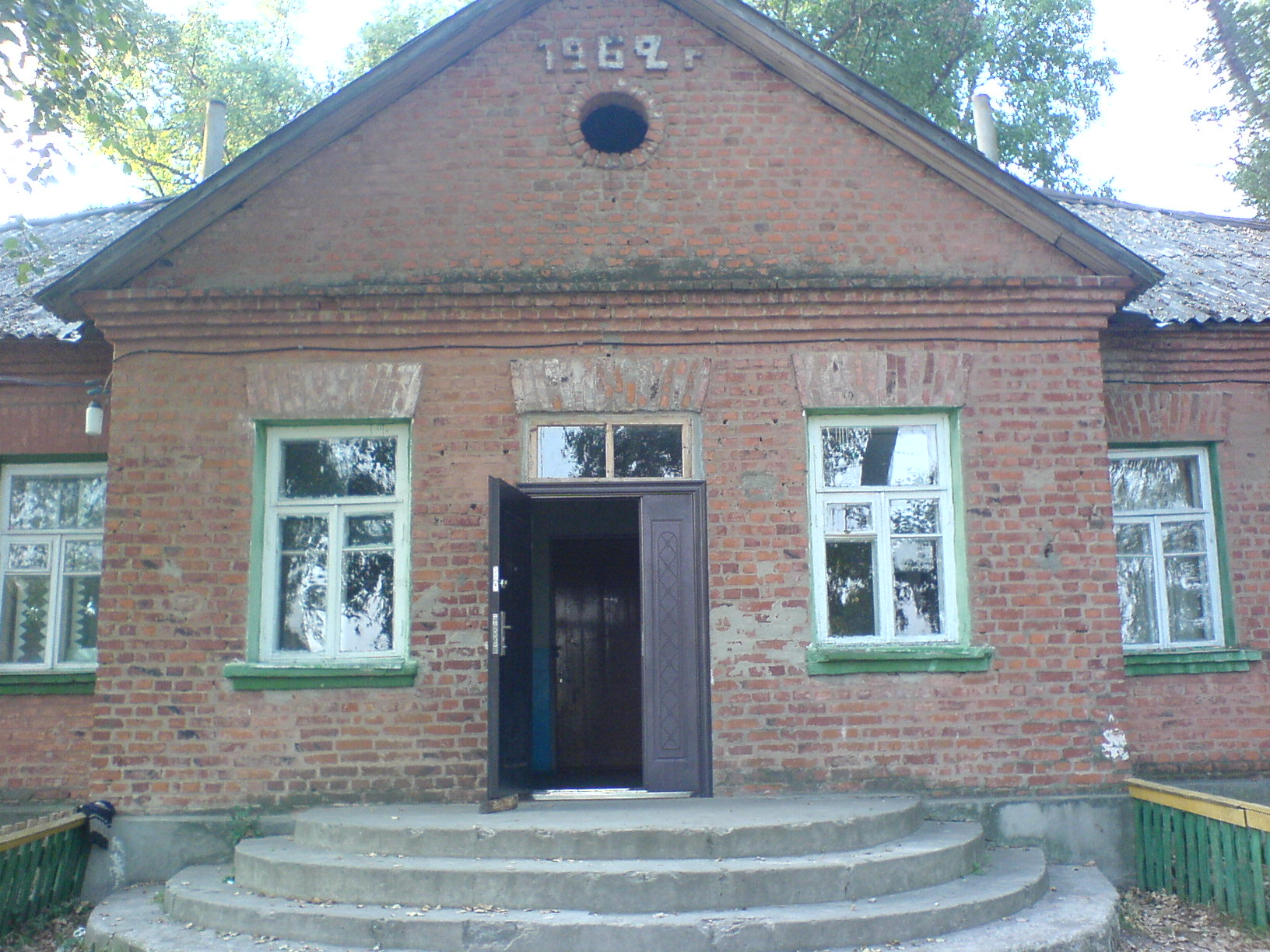
Сільський клуб с. Жерев
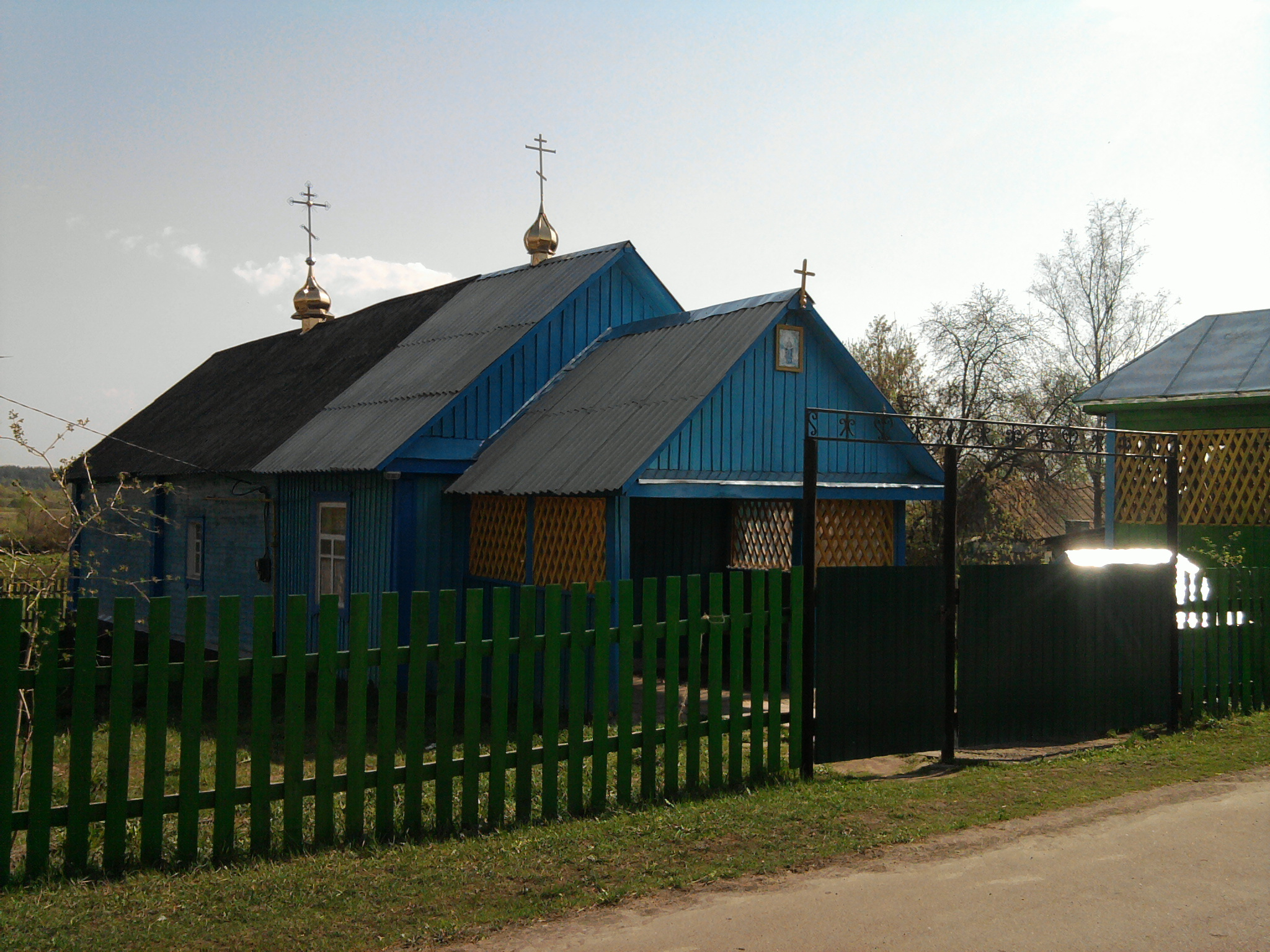
Церква у селі Жерев
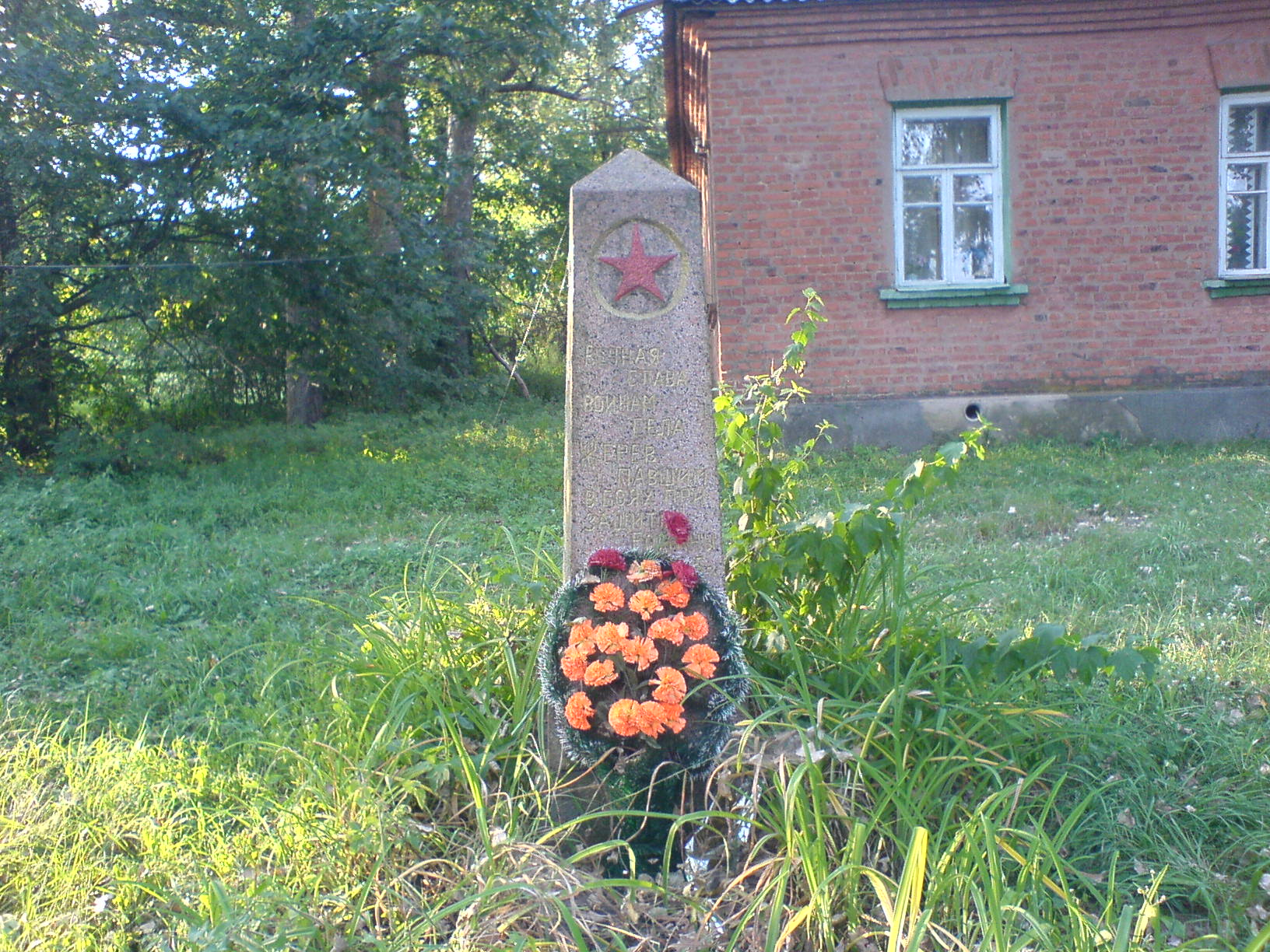
Пам'ятник жертвам війни у с. Жерев
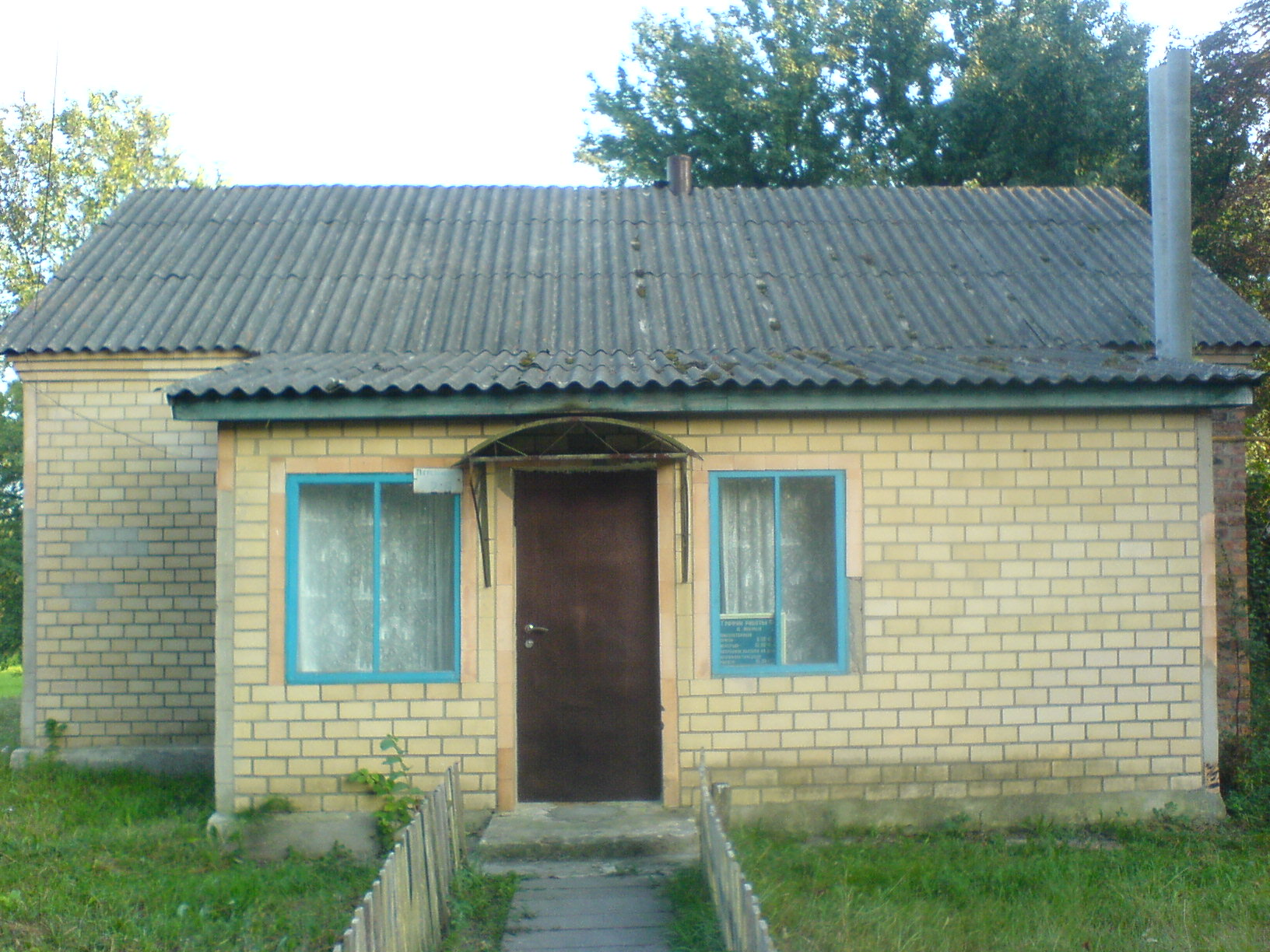
Медичний пункт с. Жерев